# Lista över countyn i Rhode Island

Rhode Islands countyn

Tidslinje över Rhode Islands countyn.

Detta är en lista över den amerikanska delstaten Rhode Islands fem countyn. Rhode Island har tillsammans med Hawaii lägst antal countyn av de amerikanska delstaterna (endast Delaware med sina 3 countyn har färre.) Trots att Rhode Island är indelat i countyn har dessa inte några lokala styren. Istället sker det lokala styret på stadsnivå, fördelat mellan statens åtta cities och 31 towns. Countyn i Rhode Island har sedan 1846 inte haft några politiska styrelser, annat än countydomstolar och sheriffdepartement, vilket styrs från staten Rhode Island.
Inom Rhode Island refereras Washington County vanligtvis som South County.
Kolonin Rhode Island etablerades på 1600-talet, och var den första av de ursprungliga tretton kolonierna att förklara sig självständig från det brittiska styret 1776, vilket markerade starten av den amerikanska revolutionen. Samtliga countyn inom Rhode Island etablerades innan författandet av självständighetsförklaringen.
Federal Information Processing Standard-koden (FIPS) som används av USA:s regering för att identifiera stater och countyn har tilldelats varje county och stad. Rhode Islands kod är 44, som sedan kombineras med en county-kod som skrivs 44XXX. FIPS-koden för varje county länkar till befolkningsdata för det countyt.

## Alfabetisk lista
| County            | INCITS | Administrativ huvudort County seat | Grundat | Ursprung | Etymologi | Befolkning | Area      | Karta |
| ----------------- | ------ | ---------------------------------- | ------- | --- | --- | ---------- | --------- | ----- |
| Bristol County    | 001    | Bristol                            | 1747    | Grundat på mark erhållen av Bristol County, Massachusetts efter en gränsdispyt mellan de två kolonierna.           | Staden Bristol i England                                                                                                 | 49 875     | 62 km2    |       |
| Kent County       | 003    | East Greenwich                     | 1750    | Grundat på en del av Providence County.                                                                            | Grevskapet Kent i England                                                                                                | 166 158    | 435 km2   |       |
| Newport County    | 005    | Newport                            | 1703    | Grundat som Rhode Island County 1703. Döptes om till Newport County 1729.                                          | Staden Newport i Essex                                                                                                   | 82 888     | 264 km2   |       |
| Providence County | 007    | Providence                         | 1703    | Grundat 1703 som Providence Plantations County. Döptes om till Providence County 1729.                             | "Divine Providence" (försyn), begrepp reflekterande över de religiösa övertygelserna hos kolonigrundaren Roger Williams. | 626 667    | 1 059 km2 |       |
| Washington County | 009    | South Kingstown                    | 1729    | Grundat 1729 som Kings County från en del av Providence Plantations County. Döptes om till Washington County 1781. | Döpt efter George Washington, general under amerikanska frihetskriget och USA:s första president.                        | 126 979    | 852 km2   |       |